# دور بزن
دور بزن (به انگلیسی: Turn Around)، ترانه‌ای محصول سال ۲۰۰۰ و خلق‌شده به وسیلهٔ پروژهٔ موسیقی انیگما است. این تک‌آهنگ تنها تک‌آهنگی بود که از آلبوم تلفیقی عشق نفس‌گرایی صمیمیت: بهترین آهنگ‌ها عرضه می‌شد.

## فهرست تک‌آهنگی
- سی دی تک‌آهنگی دو ترانه‌ای

1. «Turn Around (نسخهٔ Radio Edit)» – مدت: ۳:۵۳
2. «Gravity of Love (نسخهٔ Chilled Club Mix)» – مدت: ۵:۲۷

- سی دی تک‌آهنگی سه ترانه‌ای همراه ویدئو

1. «Turn Around (نسخهٔ Radio Edit)» – مدت: ۳:۵۳
2. «Turn Around (نسخهٔ Northern Lights Club Mix)» – مدت: ۱۰:۴۰
3. «Gravity of Love (نسخهٔ Chilled Club Mix)» – مدت: ۵:۲۷
4. «Turn Around Multimedia Track»

## جدول موسیقی
- #45 (سوئیس)
- #65 (آلمان)